# 红星型内燃机车
红星型内燃机车是中国青岛四方机车车辆厂设计制造的内燃机车车型之一，也是中国铁路第一代液力传动调车内燃机车。该型机车是在吸取东风型柴油动车组和卫星型内燃机车的研制经验基础上，于1962年11月开始设计、1964年8月试制成功、1965年投入批量生产的调车内燃机车，适用于大型工矿企业和铁路调车作业，装用两台300马力的DV12A型四冲程高速柴油机，采用设有工况机构的SF2003-1型液力传动箱。

## 发展历史
1956年8月，由铁道部铁道科学研究院编制的中国首个铁路科技发展规划——《1956年—1967年铁道科学技术发展远景规划》在全国铁道科学工作会议上讨论通过，指出“技术政策的中心环节是牵引动力改革，要迅速地、有步骤地由蒸汽机车转到电力机车和内燃机车上去”，从此确定了牵引动力改革的方向。1958年起，在大跃进运动形势的推动下，铁道部各主要机车制造和修理工厂纷纷掀起“争取生产内燃机车”的热潮。1958年9月，青岛四方机车车辆厂与大连机车车辆研究所、上海交通大学、集宁机务段等组成联合设计组，成功研制出东风型液力传动双层摩托列车。1959年4月，四方机车车辆厂又试制出第一台卫星型液力传动干线客运柴油机车。
在卫星型柴油机车的试验及改进过程中，工厂面对着三个较为棘手的问题，一是12V175Z型柴油机故障多，二是起动变扭器性能未尽如人意，三是大型轴承供应困难。1962年11月，为了尽快累积液力传动装置的设计试制经验，以及满足支援地方工农业生产的需要，四方机车车辆厂开始了红星型液力传动调车柴油机车的设计工作，作为研制液力传动干线柴油机车的练兵产品。1963年至1964年，四方机车车辆厂先后向铁道部提出试制液力传动装置和年产十台柴油机车的扩充方案，获批准后继续进行液力传动柴油机车的试制。1964年8月，第一台红星型柴油机车建成出厂。
针对卫星型柴油机车遇到的上述三个技术难题，在设计红星型机车时也作出了相应的对策。首先是改用较为成熟可靠的DV12A型柴油机；液力传动装置取消了单独的起动变扭器，只用两个相同的运转变扭器通过不同的齿轮比输出扭矩；并且采用两套300马力动力传动系统组成的双机组设计，由于功率较小因而也较容易选用合适的轴承。 
红星型柴油机车于1965年投入小批量生产，至1966年停产为止共生产了18台。首两台机车（001～002）曾经被安排在北京铁路局北京内燃机务段进行运用考核。由于红星型机车的功率和粘着重量较小，不太适合用于国家铁路的调车作业。因此其余机车均分配给路外的厂矿企业使用。

## 技术特点

### 总体布置
红星型柴油机车是用于调车及小运转的双机组液力传动柴油机车。它的司机室位于车体中央位置，各种设备以司机室为中心对称顺序布置，第一端和第二端都具有相同的设备。机车车体采用外走廊式底架承载结构，由上部的罩式车体和下部的车体底架组成，车体从前端到后端分为第一冷却室、第一机械室、司机室、第二机械室、第二冷却室五个部分。司机室部分直接焊接在车体底架上，冷却室部分的车体则用螺栓固定在底架上。每个动力室内各装有一套柴油机、液力传动装置和辅助系统，机械室车顶部分设有可拆式顶盖，以便检修和吊装柴油机等大型部件。冷却室内设有冷却水散热器、轴流式冷却风扇、空气压缩机等设备。主车架下部中央吊挂着一个容量为2500公斤的燃油箱，燃油箱两侧各设有一个总风缸，燃油箱前后为两台二轴转向架。

### 柴油机
每个动力室内装有一台DV12A型柴油机。该型柴油机为12气缸、直喷式、四冲程、V型高速柴油机，气缸直径为150毫米，活塞行程为180毫米（左）／186.7毫米（右），气缸夹角为60°，额定转速为每分钟1500转，标定功率为220千瓦（300马力），单位燃油消耗率为<180克/有效马力·小时，柴油机净重为850公斤。

### 传动系统
红星型柴油机车是采用双机组的液力传动柴油机车，两套相同的动力传动机组对称布置，分别驱动前后两台动力转向架。液力传动系统主要包括液力传动箱、中间齿轮箱、车轴齿轮箱、万向轴及齿式联轴节等部件。液力传动箱通过螺栓安装在车体底架上。柴油机通过万向轴将功率传递到液力传动箱，再从液力传动箱下部的输出法兰和齿式联轴节，将扭矩传给安装在主车架上的中间齿轮箱，然后从中间齿轮箱下部两端输出，经万向轴将动力传到车轴齿轮箱。红星型柴油机车使用四方机车车辆厂设计的SF2003-1型液力传动箱，内装有两个结构相同的B4型液力变扭器，两个变扭器的涡轮分别配以不同的齿轮传动，作为起动变扭器和运转变扭器之用。
中间齿轮箱设有换向机构和工况机构，两者都是通过电—风遥控进行离合器操纵，以改变机车的最高速度和牵引力，使其既能在轻载时有较高的速度，又能在低速时有较大的牵引力和效率。调车工况的最高速度为35公里/小时，小运转工况的最高速度为73公里/小时。液力传动箱经万向轴传动风扇齿轮箱，然后经摩擦离合器传动冷却风扇。

### 转向架
机车走行部为两台二轴转向架，其结构类似于东方红1型柴油机车。转向架采用钢板焊接箱型结构构架、无导框式滚柱轴承车轴轴箱、橡胶关节双拉杆轴箱定位结构。由于转向架中部设有中间齿轮箱而无法设置心盘，红星型机车采用滑动摩擦牵引旁承装置，车体全部重量通过四个旁承由两台转向架支承，同时用来向车体传递牵引力和制动力。弹簧悬挂装置为轴箱与构架之间的轴箱圆弹簧，配以回转摩擦式减震器和橡胶垫。基础制动方式为双侧铸铁闸瓦踏面制动，转向架的每侧车轮各有一个制动缸，分别驱动两侧各自的杠杆传动机构。

## 参看
- 东风型柴油动车组
- 卫星型柴油机车
- DFH系列柴油机车
- 飞龙型柴油机车
- 北京型柴油机车